# Scott County (Minnesota)
Das Scott County ist ein County im US-amerikanischen Bundesstaat Minnesota. Im Jahr 2020 hatte das County 150.928 Einwohner und eine Bevölkerungsdichte von 163,3 Einwohnern pro Quadratkilometer. Der Verwaltungssitz (County Seat) ist Shakopee.
Das Scott County ist Bestandteil der Metropolregion Minneapolis–Saint Paul.

## Geografie
Das County liegt im mittleren Südosten von Minnesota am südlichen Ufer des Minnesota River und im südlichen Vorortbereich von Minneapolis. Es hat eine Fläche von 955 Quadratkilometern, wovon 31 Quadratkilometer Wasserfläche sind. An das Scott County grenzen folgende Nachbarcountys:
| Carver County   | Hennepin County |               |
| Sibley County   |                 | Dakota County |
| Le Sueur County |                 | Rice County   |

## Geschichte

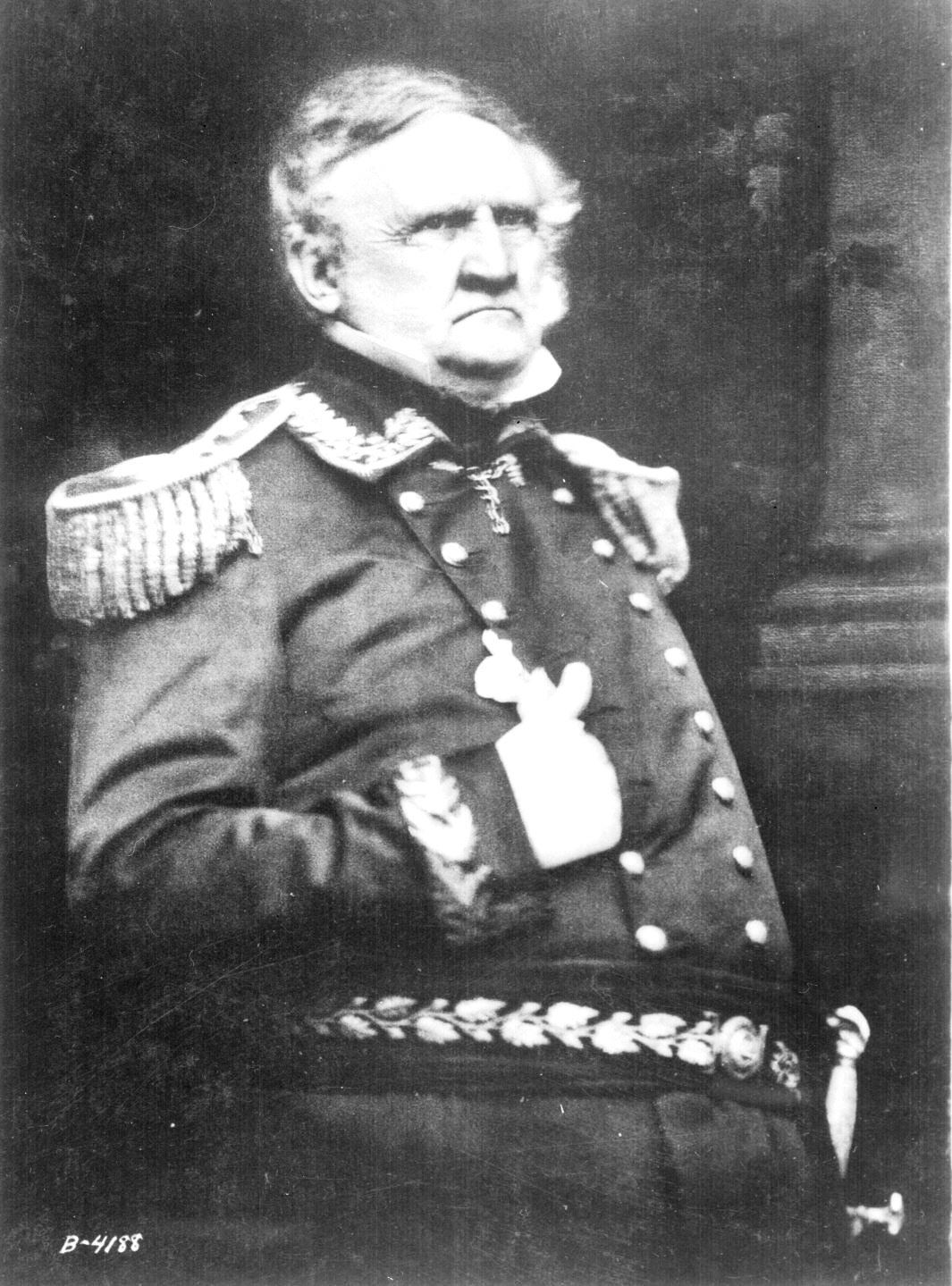
Winfield Scott

Das Scott County wurde am 5. März 1853 aus Teilen des Dakota County gebildet. Benannt wurde es nach Winfield Scott (1786–1866), einem US-amerikanischen General, der im Amerikanischen Bürgerkrieg den Anakonda-Plan entwarf, um die Konföderierten zu besiegen.

## Demografische Daten

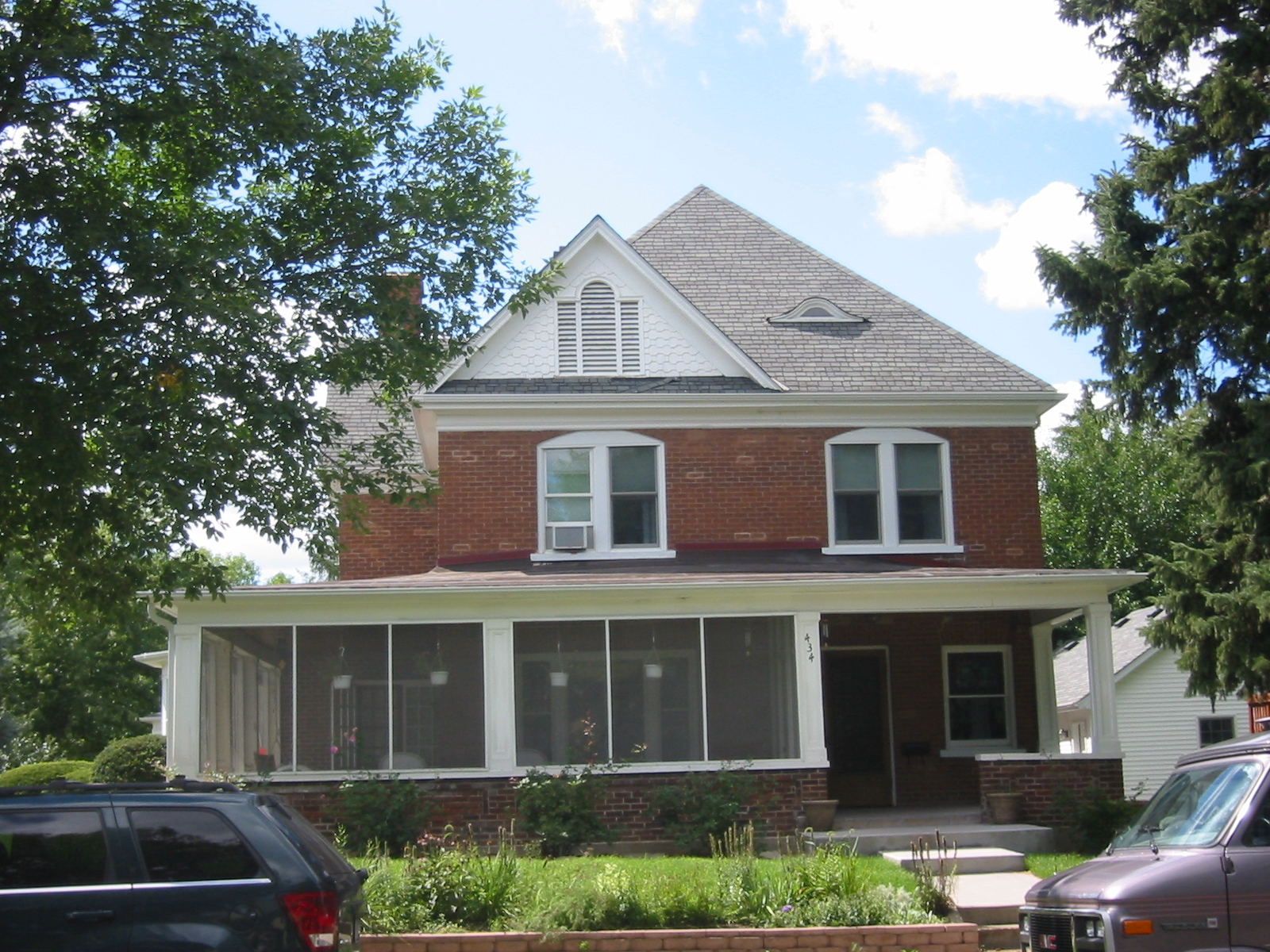
Julius A. Coller House, gelistet im NRHP

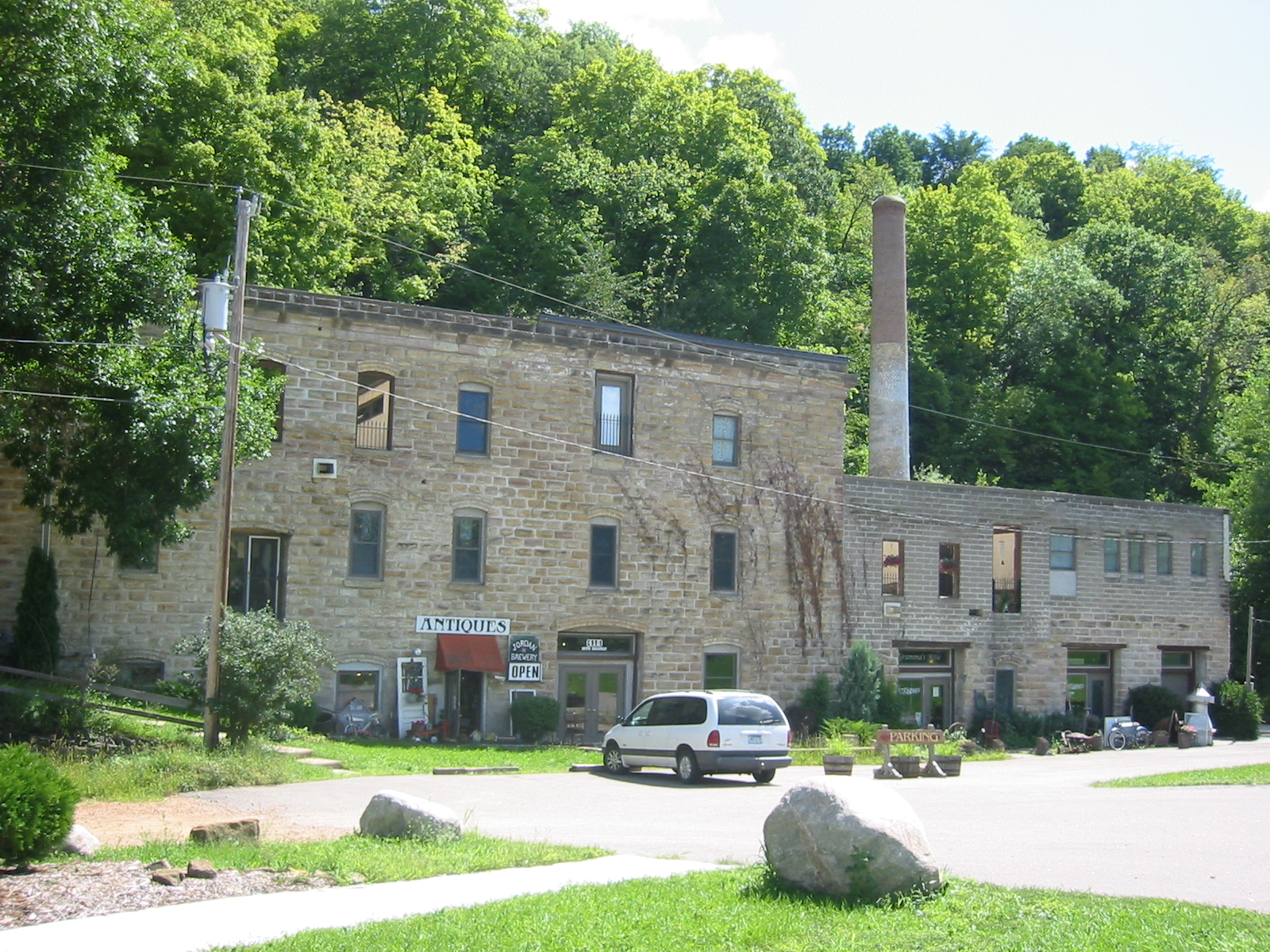
Jordan Brewery Ruins, gelistet im NRHP

Nach der Volkszählung im Jahr 2010 lebten im Scott County 129.928 Menschen in 44.593 Haushalten. Die Bevölkerungsdichte betrug 140,6 Einwohner pro Quadratkilometer. In den 44.593 Haushalten lebten statistisch je 2,86 Personen.
Ethnisch betrachtet setzte sich die Bevölkerung zusammen aus 88,3 Prozent Weißen, 2,8 Prozent Afroamerikanern, 1,0 Prozent amerikanischen Ureinwohnern, 5,9 Prozent Asiaten, 0,1 Prozent Polynesiern sowie aus anderen ethnischen Gruppen; 2,0 Prozent stammten von zwei oder mehr Ethnien ab. Unabhängig von der ethnischen Zugehörigkeit waren 4,6 Prozent der Bevölkerung spanischer oder lateinamerikanischer Abstammung.
29,7 Prozent der Bevölkerung waren unter 18 Jahre alt, 62,3 Prozent waren zwischen 18 und 64 und 8,0 Prozent waren 65 Jahre oder älter. 50,2 Prozent der Bevölkerung war weiblich.

Das jährliche Durchschnittseinkommen eines Haushalts lag bei 83.415 USD. Das Pro-Kopf-Einkommen betrug 34.532 USD. 5,0 Prozent der Einwohner lebten unterhalb der Armutsgrenze.

## Ortschaften im Scott County

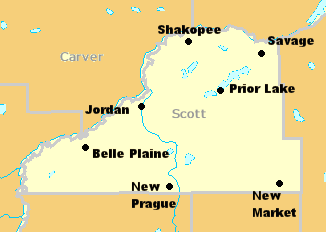

Citys
| - Belle Plaine - Elko New Market - Jordan - New Prague1 | - Prior Lake - Savage - Shakopee |

Unincorporated Communities
- Spring Lake
- Union Hill

Indianerreservation
- Shakopee-Mdewakanton-Reservation

1 – teilweise im Le Sueur County

## Gliederung
Das Scott County ist neben den sieben Citys in elf Townships eingeteilt:
| Township              | Einwohner (2010) | FIPS     |
| --------------------- | ---------------- | -------- |
| Belle Plaine Township | 878              | 27-04852 |
| Blakeley Township     | 418              | 27-06418 |
| Cedar Lake Township   | 2779             | 27-10450 |
| Credit River Township | 5096             | 27-13726 |
| Helena Township       | 1648             | 27-28322 |
| Jackson Township      | 1464             | 27-31580 |
| Louisville Township   | 1266             | 27-38294 |
| New Market Township   | 3440             | 27-45754 |
| St. Lawrence Township | 483              | 27-57184 |
| Sand Creek Township   | 1521             | 27-58324 |
| Spring Lake Township  | 3631             | 27-61978 |